# اچ‌ام‌اس منابع (۱۷۷۸)

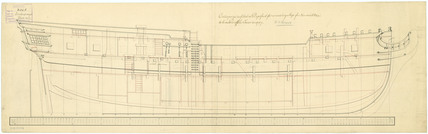
طرح کشتی اچ ام اس

اچ‌ام‌اس منابع (۱۷۷۸) (به انگلیسی: HMS Resource (1778)) یک کشتی بود که طول آن ۱۲۰ فوت ۸ اینچ (۳۶٫۷۸ متر) بود. این کشتی در سال ۱۷۷۸ ساخته شد.